# Substancja bitumiczna
Substancja bitumiczna – występuje  w skałach osadowych w postaci rozproszonych drobnych, czarnych ziaren, nierozpuszczalnych w rozpuszczalnikach organicznych. Substancja pochodzenia roślinnego i zwierzęcego powstała w wyniku biochemicznego i geochemicznego przeobrażenia. 